# Raión de Tarutyne

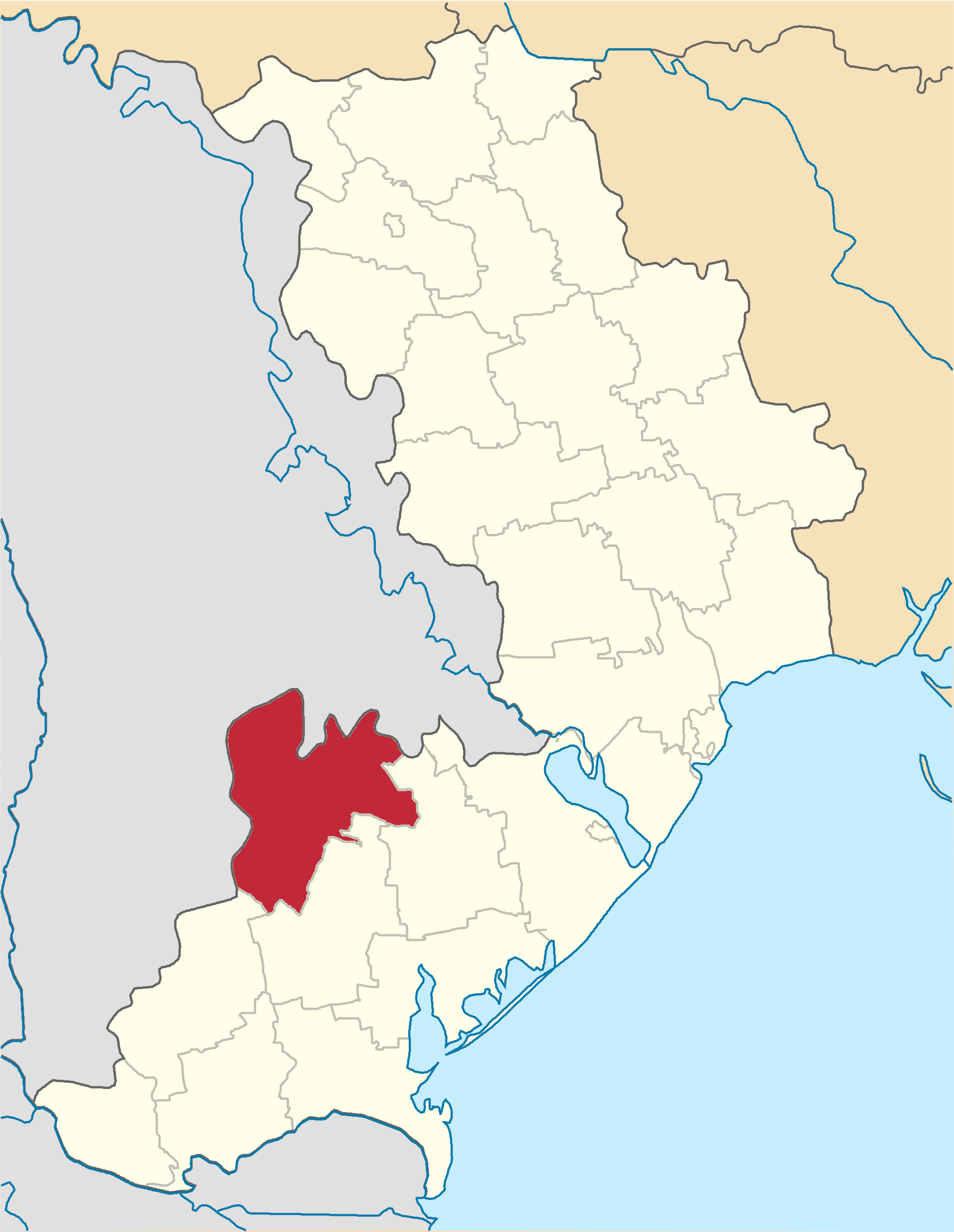
Localización del Raión de Tarutyne.

El Raión de Tarutyne (ucraniano: Тарутинський район o Tarutyns'kyj rajon) es un distrito en el Óblast de Odesa en el sudeste de Ucrania. Está ubicado en la histórica región de Budzhak en el sur de Besarabia. Su centro administrativo es la ciudad de Tarutyne.
Según el censo de Ucrania de 2001, el raión tenía una población total de 45 169 habitantes, de los cuales el 38 % eran búlgaros, 25 % eran ucranianos, 17 % eran moldavos, 14 % eran rusos, y 6 % eran gagaúzes.

## Localidades
- Berezyne
- Blahodatne
- Bogdanivka
- Borodino
- Bulativka
- Chervone
- Hannivka (Consejo de la aldea Hannivka)
- Hannivka (Consejo de la aldea Vysochansky)
- Ivanchanka
- Kalachivka
- Krasne
- Krolivka
- Lambrivka
- Lisne
- Luzhanka
- Maloyaroslavets Primera
- Maloyaroslavets Segunda
- Nadrichne
- Nikolaevka
- Nove Tarutyne
- Novoselivka
- Novoselka
- Novoukrainka
- Oleksandrivka
- Oleksiivka
- Petrivka
- Petrivsk
- Pidhirne (Consejo del pueblo Novotarutynska)
- Pidhirne (Consejo del pueblo Pidhirnenska)
- Plachynda
- Rivne (Consejo del pueblo Rivnenska)
- Rivne (Consejo del pueblo Yevhenivska)
- Roza
- Serpneve
- Skryvanivka
- Slobidka
- Suhuvate
- Tarútyne
- Vesela Dolyna
- Vil'ne (Tarutyne)
- Volodymyrivka
- Voznecenka Druha
- Vynohradivka
- Vysochans'ke
- Yarove
- Yelyzavetivka (Consejo de la aldea Peremohivska)
- Yelyzavetivka (Junta del pueblo de Yurievskaya)
- Yevhenivka
- Yurivka
- Zhovtneve